# K0Rekal, Aurad
K0Rekal là một làng thuộc tehsil Aurad, huyện Bidar, bang Karnataka, Ấn Độ.